# Forma del instrumento de ejecución de Jesús

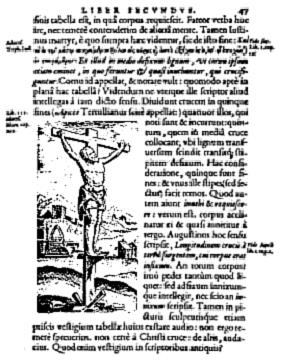
Crux immissa, el tipo que, según Justo Lipsio, se empleó en la ejecución de Jesús.

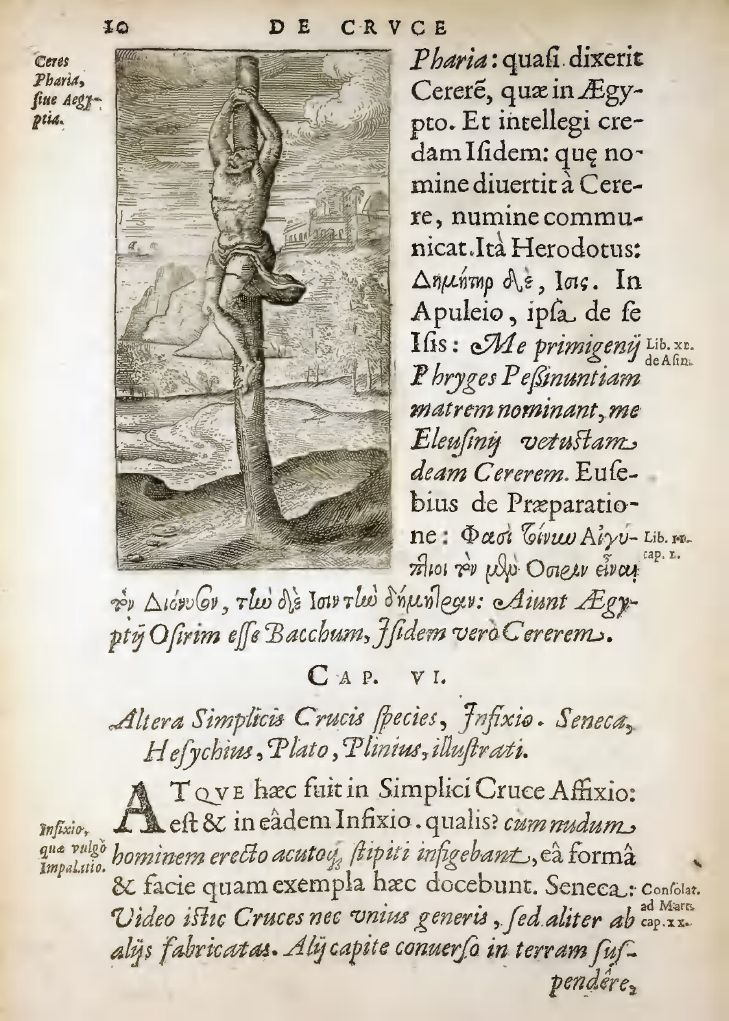
Crux simplex ad affixionem y explicación de la distinción entre esta y la crux simplex ad infixionem.

De la forma del instrumento de ejecución de Jesús, comúnmente llamado la cruz, se discute por lo menos desde finales del siglo XVI, cuando Justo Lipsio (1547-1606) distinguió diversas formas de cruces.
Con terminología de su propia invención, Lipsio distinguió entre lo que llamó la crux simplex (un único poste sin travesaño) y lo que llamó la crux compacta, (un conjunto de dos postes o vigas de madera), es decir, lo que generalmente se entiende hoy en día por "cruz".
De la crux simplex Lipsio distinguió dos tipos, que llamó crux simplex ad affixionem (un único poste, una viga vertical o un tronco de árbol, sin travesaño, al cual fijar alguien para dejarle morir así) y crux simplex ad infixionem (una estaca para empalar).
De la crux compacta Lipsio distinguió tres tipos, que llamó crux decussata (en forma de X), crux immissa (forma de †) y crux commissa (forma de T).

## Cristianos de los dos primeros siglos
En los últimos siglos diferentes opiniones se han expresado acerca de la forma del instrumento en el que Jesús murió, tradicionalmente creído una cruz con travesaño. Iglesias como la Católica no tienen ninguna doctrina sobre su forma, pero no ven motivo para apartarse de su imagen tradicional en forma de cruz. Los Testigos de Jehová, por el contrario, enseñan que Jesús no murió en una cruz, sino en un madero, y que la cruz es un símbolo pagano adoptado en el siglo IV por una forma apóstata del cristianismo bajo la influencia de Constantino el Grande.
Las dudas sobre la forma del instrumento de la muerte de Jesús surgieron muy tarde. Todos los cristianos de los primeros siglos que hablaron de su forma dijeron que tenía travesaño.
La apócrifa Epístola de Bernabé de autor cristiano desconocido, escrita a inicios del siglo II, o en los últimos años del siglo I, describe la cruz (σταυρὸς) como semejante a la letra T: "había de tener la gracia en la figura de la T". Y dice que Moisés hizo "una figura de la cruz y del que había de sufrir en ella" (τύπον σταυροῦ καὶ τοῦ μέλλοντος πάσχειν) al extender sus brazos para salvar al pueblo de la derrota (cf. Éxodo 17:8-13).

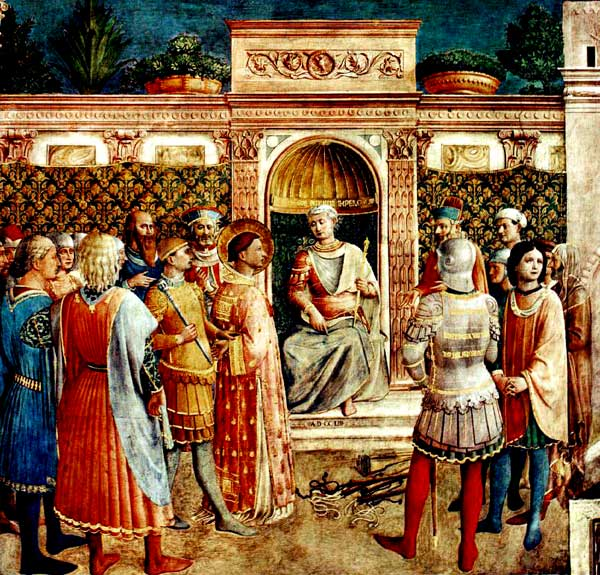
Justino Mártir condenado por ser cristiano, pintura de Fra Angélico.

Justino Mártir (100–165) vio el mismo significado en el episodio de Moisés que tenía los brazos extendidos a ambos lados (τὰς χεῖρας ἑκατέρως ἐκπετάσας): si Moisés relajó "esta figura que imita a la cruz (τοῦ σχήματος τούτου τοῦ τὸν σταυρὸν μιμουμένου), el pueblo perdía la batalla, y si se mantenía en esta posición, el pueblo vencía a causa de la cruz (διὰ τοῦ σταυροῦ). Añadió que la victoria se debía no a la oración de Moisés sino a que quien mandaba en la batalla tenía el nombre de Jesús (en griego, Josué se llama Ἰησοῦς, Jesús) y porque Moisés estaba formando la señal de la cruz (τὸ σημεῖον τοῦ σταυροῦ ἐποίει).
En la misma obra Justino describe la cruz (τὸν σταυρόν) como compuesta de un madero en posición vertical encajado por otro horizontal, mientras que otro sobresale en el medio, en el que se sientan los crucificados. y dice que el cordero de Pascua es un símbolo del sufrimiento de la cruz (τοῦ πάθους τοῦ σταυροῦ) al que el Mesías tenía que someterse: para ser asado, fue dispuesto en la forma de la cruz (σχηματιζόμενον ὁμοίως τῷ σχήματι τοῦ σταυροῦ): un espetón lo atravesía desde la parte inferior hasta la cabeza y otro en la espalda, al cual se unía las patas.
En otra obra Justino observa: "Mira la forma del cuerpo humano y cómo difiere de los animales irracionales. Diferimos de los animales en el hecho de que nosotros nos paramos erguidos. Y cuando nuestros brazos se extienden formamos la figura de la cruz" (τὸ σχῆμα τοῦ σταυροῦ).

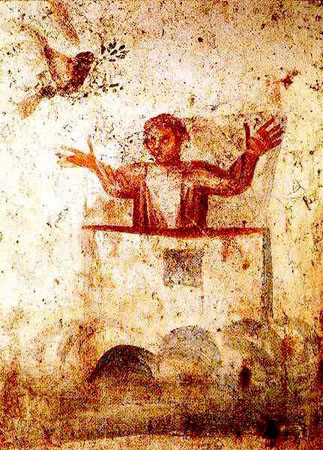
Representación en las catacumbas de Noé en postura de orante.

Ireneo de Lyon (c. 130 - c. 202) repite lo que ya dice Justino, que la forma de la cruz tiene cinco extremidades: dos a lo largo, dos a lo ancho y uno en medio, sobre el que se asienta aquel que está clavado
En los Hechos de Pedro, libro apócrifo escrito en la segunda mitad del siglo II, San Pedro, al ser crucificado, dice: "Es justo montar en la cruz de Cristo (προσῆκεν γὰρ ἐπιβαίνειν τῷ τοῦ Χριστοῦ σταυροῦ), quien uno y único es la palabra extendida, y del que el espíritu dice: ¿Qué otra cosa es Cristo sino la Palabra, el Sonido de Dios? Así la Palabra es la viga en posición vertical sobre la cual estoy crucificado. Y el sonido es lo que lo atraviesa, la naturaleza humana. Y el clavo que en el medio une el travesaño a la viga vertical es la conversión y el arrepentimiento del hombre."
Tertuliano (c. 160 – c. 220), como varios escritores anteriores, compara la cruz para la letra T y además informa que entre los cristianos era ya entonces tradición trazar ritualmente una cruz en la frente repetidas veces durante el día.
La representación de la figura del orante, que se encuentra frecuentemente en las catacumbas, indica que los primeros cristianos oraban con los brazos extendidos en forma de cruz, mientras que los paganos oraban con las manos elevadas por encima de la cabeza. la posición orante, con los brazos extendidos, que tomaban los primeros cristianos al rezar representaba la posición de Jesús en la cruz. La representación de la figura del orante crípticamente evocaba para los cristianos entonces bajo persecución la cruz y la crucifixión de Jesús de una manera que no entendían los no iniciados.

## Primeras representaciones pictóricas conocidas

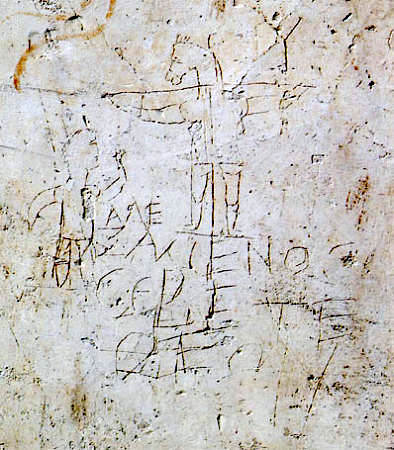
El Grafito de Alexámenos. Se cree que es una burla anticristiana y que, por lo tanto, sería una de las más antiguas representaciones de Cristo al ser ejecutado. La cruz tiene forma patibular.

El Grafito de Alexámenos es una representación de un hombre crucificado con cabeza de burro y de otro hombre que le adora. La mayoría de los estudiosos lo interpretan como burla anticristiana. No hay consenso acerca de su fecha. La mayoría lo atribuye al siglo III, pero algunos sostienen que pertenece a fines del primer siglo.
Dejando esa de lado, la más antigua representación ahora existente parece ser una gema de jaspe tallada en finales del siglo II o principios del siglo III, probablemente en Siria, y utilizada como amuleto. Ahora está en el Museo Británico. Representa a un hombre desnudo atado por lazos al travesaño de una cruz. La inscripción en idioma griego combina palabras mágicas con términos cristianos. La descripción en el catálogo de una exhibición en la que fue incluida observa: "La aparición de la crucifixión en una gema grabada de fecha tan temprana sugiere que imágenes del crucifijo (ahora perdidas) pueden haber sido generalizadas en el segundo y tercer siglo, más probablemente en contextos cristianos convencionales."

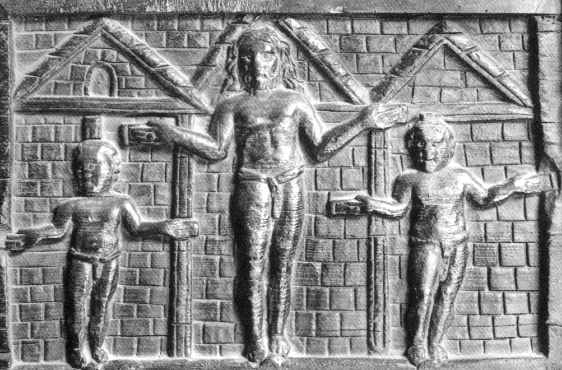
Representación de la Crucifixión en la puerta de madera de la Basílica de Santa Sabina

De mediados del siglo IV es otra gema, también probablemente siriana, que alguien usaba como sello personal. Representa a Jesús en la cruz con los doce apóstoles a derecha y a izquierda.
La más antigua representación de la crucifixión de Jesús en un contexto narrativo se encuentra en los marfiles Maskell, también del Museo Británico. Los cuatro paneles de estos marfiles son de c. 420–430. Y de casi la misma fecha (c. 432) es la representación de la Crucifixión en la puerta de madera de la Basílica de Santa Sabina en Roma.

## Después de Constantino
La idea que tenían por unanimidad los cristianos del siglo II, de que Jesús murió en una cruz con travesaño, no fue cuestionado ni cuando en el siglo IV Constantino el Grande legalizó el cristianismo, ni por más de un milenio y medio después.
Los autores de los dos primeros siglos que hablaron expresamente de la forma de la cruz de Cristo escribían a muy poca distancia del tiempo de la composición de los relatos en los evangelios sobre la muerte de Jesús y cuando la pena de crucifixión estaba en uso. Sabían claramente cuál era la manera normal de llevar a cabo esa manera de ejecución y todos suponían que Jesús debía haber muerto en una cruz con travesaño.
Se relata a menudo que por respeto a Cristo el emperador Constantino prohibió la crucifixión como método de ejecución. La única fuente clara de esta noticia es Sozomeno, quien nació unos 65 años después de la muerte de Constantino. Pero ya antes de Sozomeno, Aurelio Victor (ca. 320 – ca. 390) habla de la abolición por Constantino de cierta pena de muerte, que puede ser la crucifixión, y atribuye al emperador un motivo no religioso sino de humanidad. Del otro lado, Firmico Materno, al escribir pocos años después de la muerte de Constantino, afirma que todavía entonces la crucifixión era pena legal.
Abolida o no la pena de crucifixión por Constantino, en el período inmediatamente sucesivo la manera habitual de llevarla a cabo quedaba bien conocida a los escritores que hablan de la forma de la cruz de Jesús. Ellos continúan a suponer el uso de una cruz patibular y no de una mera estaca.

Fírmico Materno (escribió en 346) 
“¿Cuáles son esos cuernos que se afirma que él posee? [...] Los cuernos no significan otra cosa sino la venerable señal de la cruz.  Por un “cuerno” de esta señal, el que es alargado y vertical, el universo se sostiene [...]; y por la juntura de los dos cuernos qué van hacia los lados el Este está emocionado y el Oeste apoyado [...] Cristo: ¡Con tus brazos extendidos apoyas el universo y la tierra y el reino de los cielos! [...] Para conquistar a Amalec, Moisés, extendió hacia afuera sus brazos imitando estos cuernos.”

Rufino de Aquilea (escribió cerca del 404) 
“Estas palabras, ‘la altura y anchura y profundidad’, son una descripción de la cruz. La porción de ella qué está fijada en la tierra él llamó la profundidad. Por altura él quiso decir la parte que se estira sobre la tierra y va hacia arriba, por la anchura las partes que se extienden hacia fuera a la mano derecha y la izquierda [...] Cristo con sus manos extendidas, es más, según el profeta inspirado, él las mantuvo así a lo largo de todo el día hacia el pueblo que estaba sobre la tierra, testificándoles a los incrédulos y dando la bienvenida a los creyentes.”

San Agustín (escribió entre el 412 y 414) 
“Así, ‘que, arraigados y cimentado en amor, seáis plenamente capaces de comprender con todos los santos cuál es la anchura y la longitud, la profundidad y la altura’, es decir, la cruz del Señor. Su anchura es simbolizada por la viga transversal en donde las manos se extienden; la longitud es la viga vertical de la cruz, que asciende del suelo, en la cual el cuerpo entero, desde las manos hacia abajo, estaba fijado; la altura, desde el poste hacia la cima lo que sobresale a la cabeza; la profundidad es la parte que está oculta, enterrada en la tierra.”
“No fue sin razón qué él escogió éste tipo de muerte, ni la hubiese escogido, excepto porque en ella Él se destacó como el amo de esta ‘anchura, longitud, altura y profundidad’. Ya que, hay anchura en el travesaño el cual se amarra arriba; esto se refiere a las buenas obras porque las manos se extienden allí. Hay longitud en la parte visible de la viga que se extiende hasta abajo a la tierra [...] La altura está en esa parte de la cruz que se extiende desde el travesaño hacia arriba, y se deja sobresalir para que apunte hacia arriba, es decir, desde la cabeza de los crucificados [...] Y ahora, verdaderamente, la parte de la viga que no se ve, cual es la que se entierra y se esconde, desde donde se levanta todo hacia arriba, significa la profundidad de la gracia que nos es dada gratuitamente.”

Jerónimo (vivió en 347-420) 
“¿Qué es lo que dice indignado? ‘¡Esto podría haber sido vendido por más de trescientos denarios!’, porque a él, que fue ungido con este perfume se le crucificó. Nosotros leemos en Génesis que el arca que Noé construyó era de trescientos codos de longitud, de cincuenta codos su anchura, y de treinta codos su altura. Noten la importancia mística de los números [...] El trescientos contiene el símbolo de la crucifixión. La letra T (tau) es la señal para trescientos.”

## Aparición de la teoría de la cruz de Jesús sin travesaño

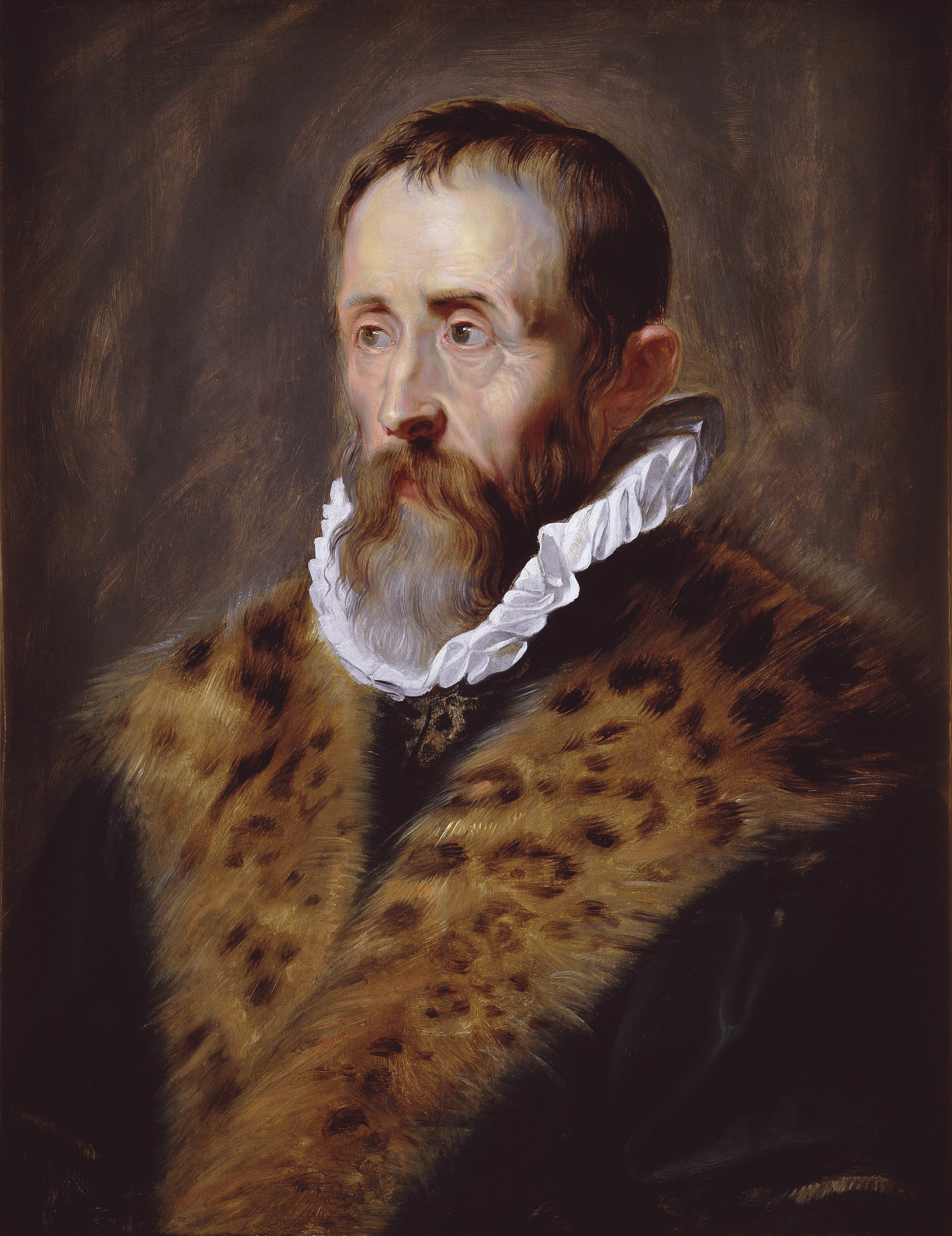
Justus Lipsius, pintura de Pieter Paul Rubens

En 1593/4, Justus Lipsius publicó su estudio De cruce, sobre la crucifixión en la antigüedad. Inventó los términos crux simplex (una sola estaca a la que fijar o por la que empalar la víctima) y crux compacta (un conjunto de dos estacas o vigas de madera) y concluyó que la crucifixión de Jesús se produjo en una crux compacta, probablemente en forma de † (crux immissa) pero posiblemente también en forma de T (crux commissa).
Se aceptó generalmente la terminología de Lipsius y lo que él afirmó sobre los varios tipos de cruces usadas históricamente. Autores como Jacob Gretser y Thomas Godwin estaban de acuerdo con Lipsius al afirmar que Jesús murió en una crux compacta. Pero al final del siglo XIX aparecieron los primeros afirmaciones que Jesús murió en un poste sin travesaño.
Hermann Fulda afirmó esto en 1878 en su largo estudio sobre esta materia, pero él añadió también que a menudo se unía al poste vertical un travesaño temporal, llamado en latín patibulum, lo que por la duración de la crucifixión daba al conjunto la forma de una crux immissa.
Contemporaneamente Ethelbert W. Bullinger, en su A Critical Lexicon and Concordance to the English and Greek New Testament (Una Concordancia y Léxico crítico al Nuevo Testamento inglés y griego) y su The Companion Bible, dijo, en contraste a otras autoridades, que en la forma del idioma griego en uso cuando se escribió el Nuevo Testamento σταυρός (stauros) todavía significaba únicamente un simple palo o estaca vertical. Según él, esta palabra nunca significa dos piezas de madera unidas a un ángulo. Incluso la palabra latina crux significa una simple estaca. Y el símbolo de la cruz fue tomado de religiones paganas. (En su The Companion Bible, publicada en 1922, Bullinger retiró la afirmación en su anterior obra que en el crismón la letra griega Ρ (rho) fue reemplazada por Τ (tau) para honrar al dios pagano Tammuz.)
Bullinger fue un de los principales defensores de la doctrina llamada hiperdispensacionalismo o ultradispensazionalismo o incluso, según su nombre, bullingerismo. Esta doctrina se distingue de la de la corriente principal dispensacionalista por argumentar que la Edad de la Iglesia, que se revela en las Epístolas paulinas, comenzó no en Pentecostés, sino con el rechazo divino de Israel a la conclusión de los acontecimientos narrados en los Hechos de los Apóstoles. El enseñó también que los ladrones crucificados con Jesús eran cuatro no dos y que murió un miércoles; rechazó fuertemente como anti-bíblica la teoría de la evolución biológica y declaró que Adán fue creado en el año 4004 a.C. Fue miembro del comité de dirección de la "Universal Zetetic Society", antecesora de la "Flat Earth Society", y presidió una reunión pública de esta sociedad con canciones y discursos  en los que se decía que las teorías de científicos como Newton eran solo suposiciones de "hombres falibles y mortales" que "le dan el mentiroso a Dios".
John Denham Parsons, conocido también por sus teorías que las obras de Shakespeare han sido escritas por otra persona, y que el cristianismo existía antes de Cristo como culto del sol, declaró en un libro que él publicó en 1896 que no ha sido demostrado que Jesús murió en una cruz con travesaño.
Paul Wilhelm Schmidt expresó semejantes ideas en 1904, y en su Expository Dictionary of New Testament Words de 1940 W.E.Vine resumió muy brevemente las ideas de Bullinger.
En 1928, los testigos de Jehová adoptaron como doctrina que Jesús murió no en una cruz, sino en una estaca, a la que dieron el nuevo nombre de “madero de tormento”. Antes desde la fundación de la organización en 1879, sus publicaciones afirmaban la crucifixión y utilizaban como emblema una corona combinada con una cruz. Desde entonces, la enseñanza del “madero de tormento” es doctrina distintiva de los testigos de Jehová.

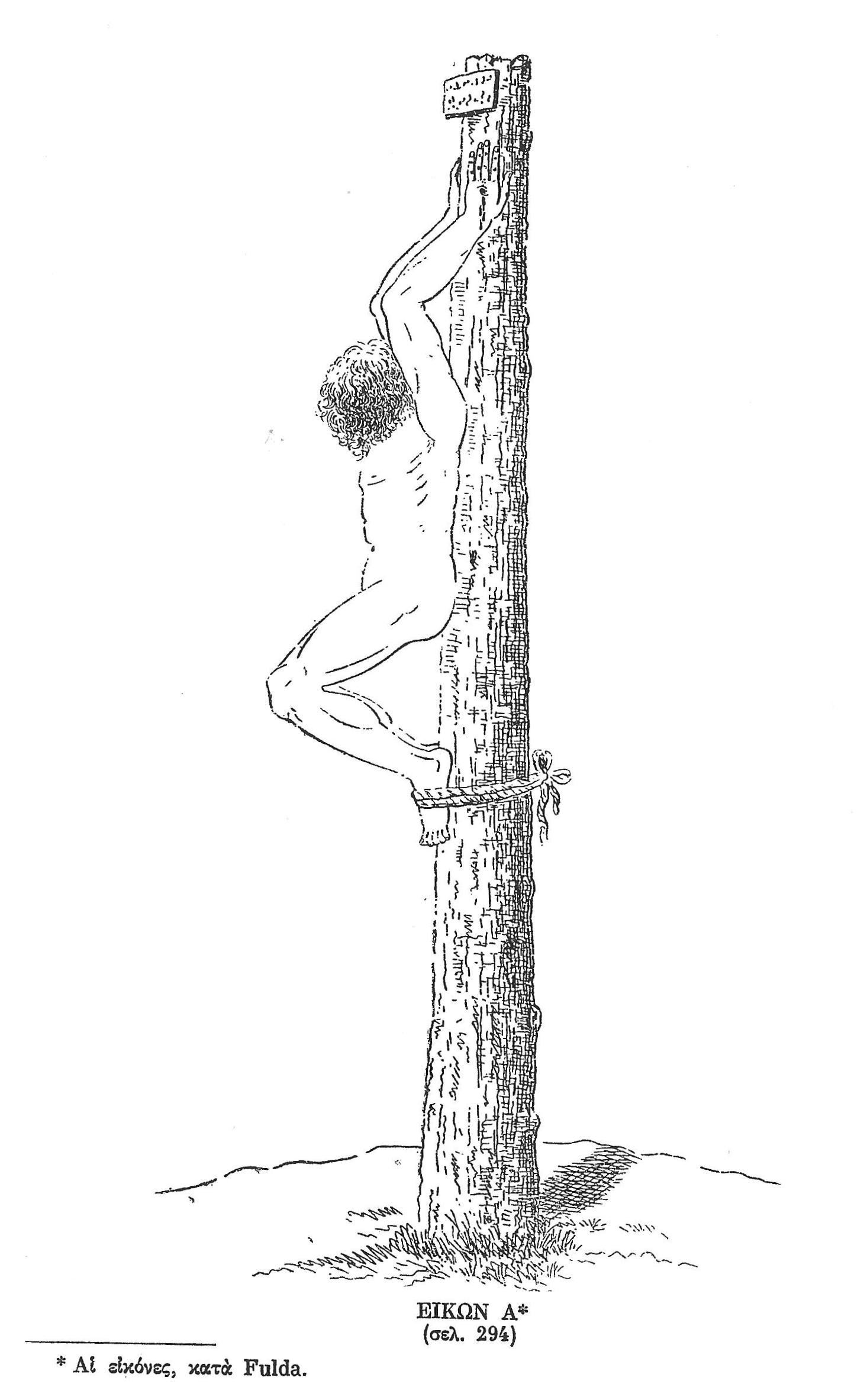
Hermann Fulda, 1878. Das Kreuz und die Kreuzigung pág.: 109

La sociedad Watch Tower Bible and Tract Society of Pennsylvania, editora de la Traducción del Nuevo Mundo de las Santas Escrituras, está vinculada con los testigos de Jehová. En esta versión de la Biblia, la traducción de σταυρός como “madero de tormento” fue elegida en conformidad con la doctrina de la denominación religiosa, que enseña que el instrumento de la muerte de Jesús tuvo la forma de un simple poste o estaca sin travesaño.
La expresión castellana fue propuesta por primera vez en la versión española, editado en 1936, del libro Riches ("Riquezas") de Joseph Franklin Rutherford, segundo presidente de la mencionada editorial.
La misma idea está expresada por el término “madero” (y no madero de tormento) en las versiones de Martin Stendal y de Yosef Aharoni (José Álvarez) y por el término “estaca“ en la versión de Diego Ascunce y en la denominada “Pacto Mesiánico”.
Los testigos de Jehová publican a menudo el dibujo de un hombre fijado a un palo por un solo clavo que le atraviesa las manos, pero no declaran que haya sido usado para Jesús un solo clavo único. Muchos crucifijos tradicionales muestran los pies de Jesús atravesados por un solo clavo. No es pues una objeción la descripción de los Evangelios, donde se da a entender una pluralidad de clavos usados en las manos de Cristo Jn 20:24,25. Asimismo, Hermann Fulda ha dibujado la crucifixión vertical con las manos fijadas de modo independiente sin recurrir a un travesaño.
Los argumentos usados por los testigos de Jehová para apoyar su doctrina se basan principalmente en el significado literal primario de la palabra griega «staurós» y a las mencionadas teorías de autores revisionistas de los siglos XIX y XX.
Según esta iglesia, la creencia que Jesús murió en una cruz proviene de la “religión de dogmas en parte cristianos y en parte paganos” impuesta por el emperador romano Constantino I. “Constantino se convirtió del paganismo a una forma de cristianismo apóstata. A partir de ese momento promovió la cruz como símbolo de su religión.” Las “cruces se usaban como símbolos del dios solar [...] Debe declararse que Constantino era adorador del dios solar, y no ingresaría en la iglesia sino hasta un cuarto de siglo después de haber visto tal cruz en los cielos.” “La iglesia que fundó Cristo terminó en 313 cuando Constantino le dio por fin libertad de culto.”
Al argumento de los testigos de Jehová que Gálatas 3:13 (que cita Deuteronomio 21:22) indica que Jesús murió en un "madero" y por eso no en una cruz, se responde que este texto fue escrito no en español sino en griego, empleando la palabra ξύλον, que significa cualquier objeto hecho de madera, por ejemplo una mesa o incluso el caballo de Troya.

## El término σταυρός
Los que afirman que Jesús murió en algo de forma exclusivamente vertical sin adjunto horizontal (y particularmente los Testigos de Jehová) dicen que la palabra σταυρός (staurós), con la que se denomina ese instrumento en el Nuevo Testamento, "denota, primariamente, un palo o estaca derecha".
Se sabe que las palabras cambian de significado con el pasar de los años y de los siglos. La palabra σταυρός aparece con ese solo significado primario hasta el período clásico del idioma griego, que terminó cuatro o cinco siglos antes de la época de los evangelios. La misma palabra σταυρός se encuentra aplicada en los evangelios, que hablan de la muerte de Jesús, y ya antes, a una estructura de madera usada por los romanos para ejecutar criminales y descrita en obras contemporáneas como consistente sí en un poste vertical pero con accesorio horizontal. Tenía, además del poste vertical (llamado stipes en latín), también lo que se llamaba un patibulum, al más tarde desde alrededor del año 200 a. C. Séneca (4 a. C. – 65 d. C.), quien nació aproximadamente en el mismo año del nacimiento de Jesús, también habla de crucificados con los brazos extendidos en el patibulum (brachia patibulo explicuerunt. "les extiende los brazos en el patíbulo").
La palabra griega usada para riferirse a esa estructura era σταυρός. Se la ve, por ejemplo, en la obra que Filón de Alejandría, contemporáneo de Jesús (15/10 a. C. – 45/50), escribió contra el gobernador romano de Egipto Flaco. En A Greek-English Lexicon de Liddell y Scott el último escritor griego citado por haber usado σταυρός para significar claramente una estaca vertical es Jenofonte, quien murió en el año de 354 a. C. Con la palabra "cruz" la misma fuente traduce la palabra σταυρός en un texto del historiador griego del siglo I a. C. Diodoro Sículo. Que la estructura denominada σταυρός normalmente tenía la forma de cruz y no de una estaca sin travesaño se desprende de las observaciones no sólo de los cristianos que hablaron de la forma de la específica cruz de Cristo sino también de autores paganos como Luciano de Samosata (125-181), quien en su Pleito entre las Consonantes hace proponer la pena de muerte a la letra Τ (Tau), "pues afirman que los tiranos se inspiraron en su forma e imitaron su figura para construir maderos de forma análoga y crucificar hombres en ellos; y de ahí recibe este maldito invento su maldita denominación. Por todos esos crímenes, ¿cuántas penas de muerte estimáis que merece la Tau? Por mi parte, estimo de justicia reservar este único castigo a la Tau: que sea ejecutada sobre su propia forma, ya que la cruz llegó a tallarse por ella, y así es llamada por los hombres." También Artemidoro dice que se usa más de un madero para fabricar un σταυρός.

## El término ξύλον
Algunos de los que niegan que Jesús murió en una cruz con travesaño afirman también que el término ξύλον (xylon), con el que a veces se denomina el instrumento de su muerte (Hechos 5:30, Hc 10:39, Hc 13:29, Gálatas 3:13,1Pedro 2:24) "significa sencillamente 'madera' y 'leño, garrote o palo'". o "significa 'madera', 'leño', 'estaca', 'palo' o 'árbol'" Así prefieren no mencionar que la misma palabra ξύλον, al singular, se aplica a varios objetos fabricados de madera más complejos que una cruz, en particular un collar para confinar el cuello de alguien, un cepo para confinar sus piernas, un cepo con cinco agujeros para confinar cuello, brazos y piernas, y hasta el Caballo de Troya. Y que esa palabra griega, al singular, se podía aplicar, incluso en el contexto de una ejecución, a algo más complicado que un simple madero, lo demuestra también la versión griega (Septuaginta) de Josué 8:29, que dice que se colgó al rey de Hai ἐπὶ ξύλου διδύμου (epí xýlou didýmou), es decir, ἐπὶ (sobre) ξύλου (madera, objeto fabricado de madera) διδύμου (doble). La versión de los Testigos de Jehová, la Traducción del Nuevo Mundo de las Santas Escrituras, que aquí usa la palabra "madero", dice en una nota que la palabra hebrea עץ (ʻets), que aparece dos veces en el texto masorético de este versículo, significa literalmente "árbol (madera)", y añade que en el texto griego se usa xýlou y en el texto latino cruce (ablativo de crux). No menciona que, en correspondencia con la primera aparición en el versículo de la palabra hebrea עץ, el texto griego (judío, no cristiano) tiene ξύλου διδύμου ("madera doble") y el latino in patibulo. Se ha incluso interpretado la expresión "madera doble" en este contexto como referencia al hecho que la cruz "está compuesta de dos piezas ajustadas".

## Iglesias cristianas hoy

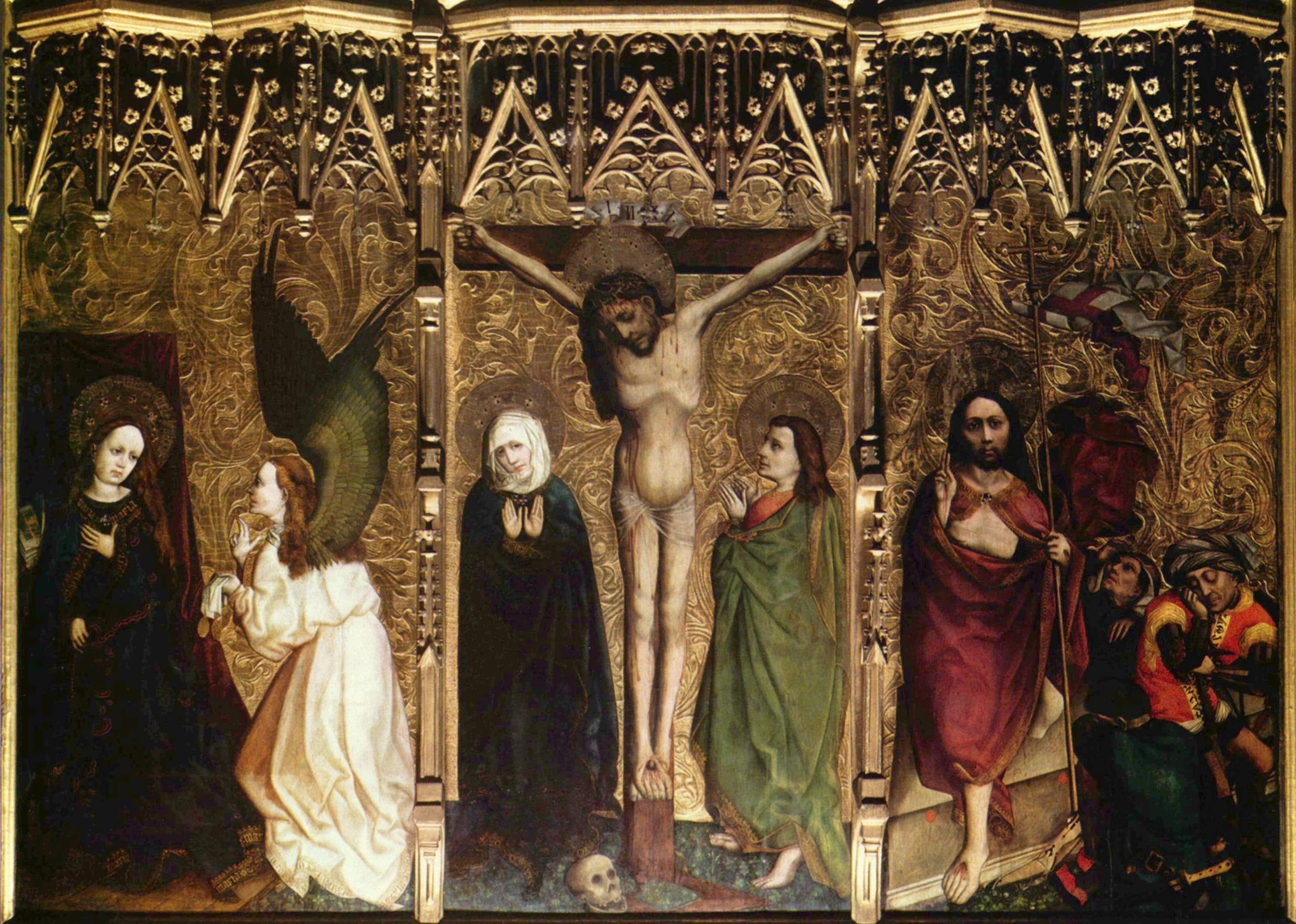
Jesús en una crux commissa, de pintor alemán del XV siglo

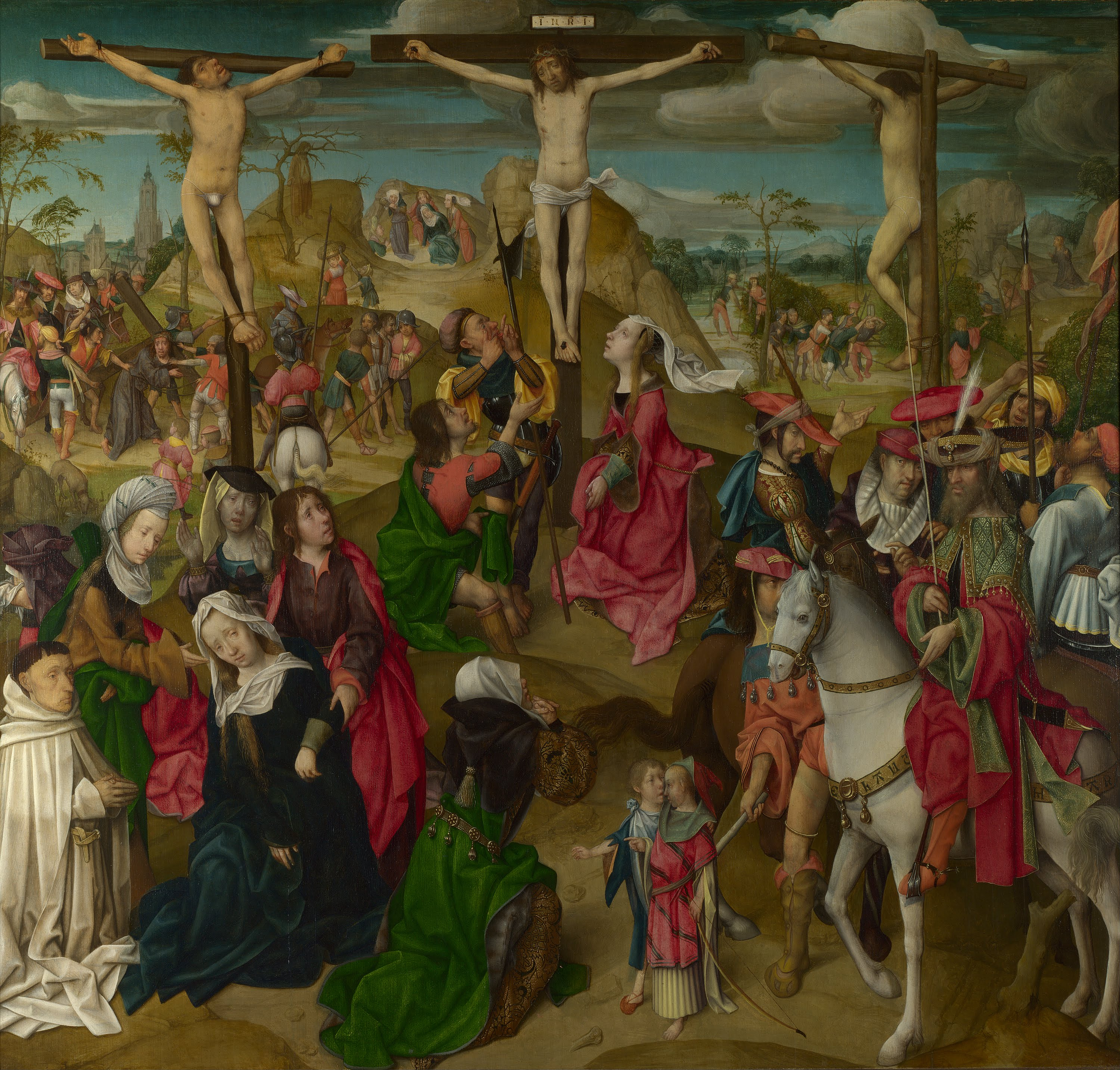
Jesús y los dos ladrones en cruces en tau, de pintor holandés de aproximadamente 1500

Acerca del instrumento de la muerte de Jesús las Iglesias cristianas en general siguen utilizando la misma terminología y tienen las mismas ideas de los cristianos de los primeros siglos, sin preocuparse acerca de eventuales cambios del sentido de las palabras.
Se destacan los Testigos de Jehová, que enseñan que Jesús murió no en una cruz sino en un "madero de tormento", correspondiente a la que Justus Lipsius llama una crux simplex ad affixionem.
A diferencia de éstos, las Iglesias cristianas mayores no dogmatizan la forma de la cruz de Jesús. En general, la representan en la forma de crux immissa, pero también aceptan otras formas, tales como la de la cruz de tau, que también es la forma de que existen los más antiguos testimonios (Descripciones contemporáneas cristianas de la cruz de ejecución romana), tanto literarios (véase más arriba Cristianos de los dos primeros siglos acerca de la Epístola de Bernabé) que representacional (cf. los entallos y grafitos mencionados en la sección sobre las primeras representaciones pictóricas conocidas).

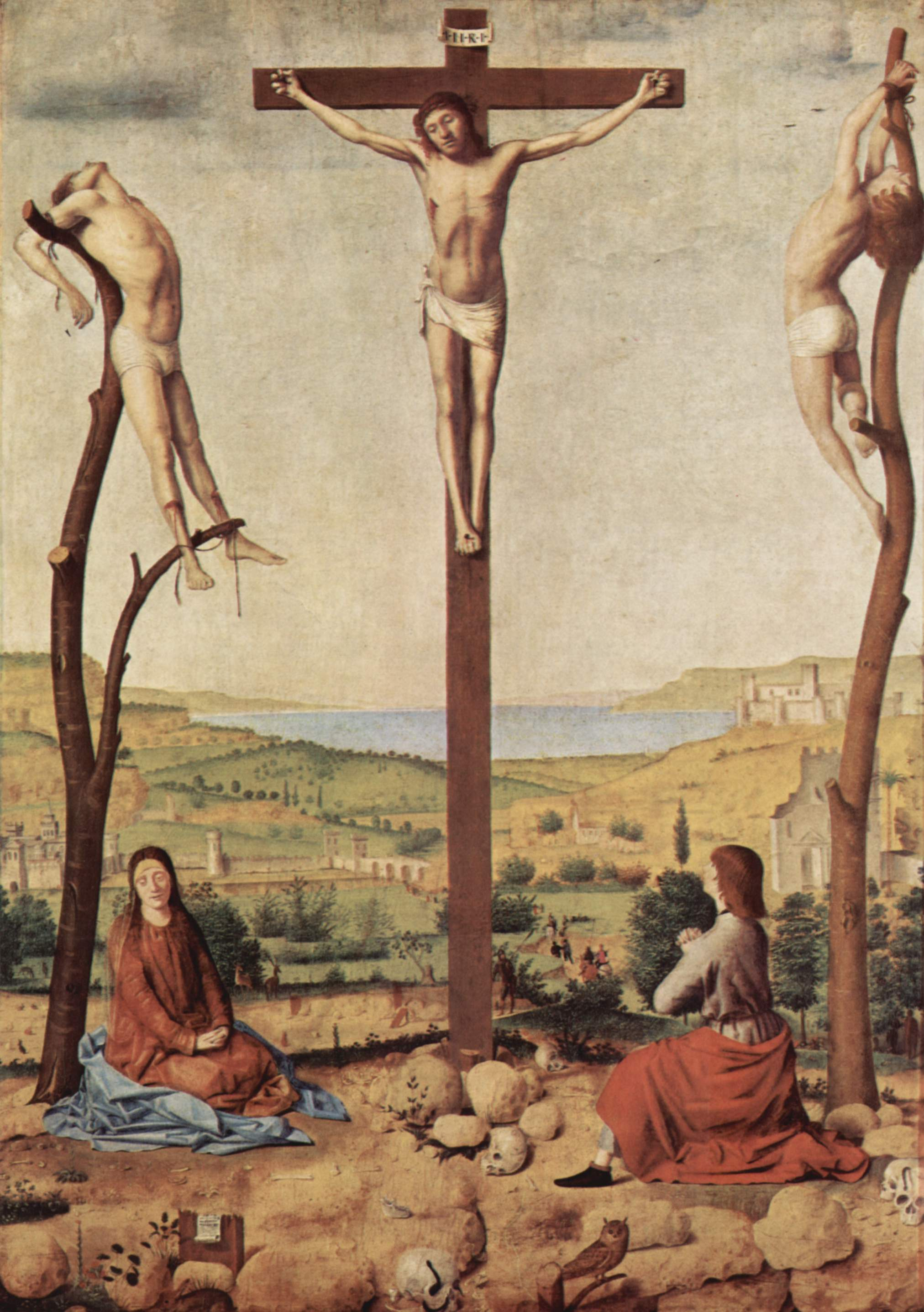
Crucifixión pintura de Antonello da Messina (1475)

Mientras que los Testigos de Jehová no permiten la representación de la muerte de Jesús, si no en un "madero de tormento", el arte religioso tradicional cristiana no pretende que las crucifixiones se llevaron a cabo sólo en cruces. Así Antonello da Messina, en obra de 1475 ahora conservada en el Museo Real de Bellas Artes de Amberes, en Bélgica, pudo pintar como en árboles la crucifixión de los dos ladrones muertos con Jesús.
Eruditos cristianos, que creen más probable que Jesús murió en una cruz con travesaño (crux immissa o crux commissa), declaran que los textos neotestamentarios no especifican su forma. El erudito católico Raymond E. Brown señala que en los evangelios canónicos "no se dice una palabra sobre la forma de la cruz, sobre cómo se colocó.." . Gunnar Samuelsson, estudioso de tradición luterana, y autor de un famoso estudio que concluyó que faltan pruebas filológicas de que los términos utilizados antes del año 100 indiquen el significado preciso de los términos comúnmente traducidos como "crucifixión" y "cruz", escribió, sin embargo: "Los relatos no detallados de los Evangelios no contradicen la concepción tradicional, y así la comprensión tradicional de la muerte de Jesús es correcta, pero se podría reconocer que está basada mayormente en lo que relataron los testigos oculares que en las efectivas narraciones de la pasión. [...] No tengo problemas para creer que Jesús murió en esa forma que se puede ver representada en casi todas las iglesias - en una cruz normal. Es plausible que aquellos que fueron testigos oculares de la muerte de Jesús relataran después de su resurrección cómo murió. La manera en que Jesús murió, el aspecto visible, llegó a ser importante. Estos relatos eran repetidos por los cristianos con gran temor reverencial y se convirtieron en parte fundamental de las tradiciones cristianas."